# Min mosters historier
Min mosters historier er en dansk tv-serie i otte afsnit fra 2017 med instruktion og manuskript af Tone Mygind Rostbøll. Serien er for mindre børn og blev vist på DR Ramasjang fra 21. februar 2017. Serien er en uafhængig efterfølger til Min oldefars historier fra 2016.
Serien blev i 2018 nomineret til en Robert for Årets korte tv-serie.

## Handling
Serien handler om den 6-årige dreng Theodor, der kommer ud at sejle med sin moster på et stort sejlskib. Moster er en erfaren matros, der har sejlet jorden rundt, og som er god til at fortælle historier. Sammen med hende har Theodor forskellige oplevelser og klarer små og store udfordringer undervejs.

## Afsnit
| Nr. | Titel            | Første sendedag |
| --- | ---------------- | --------------- |
| 1 | "Lille matros"   |                 |
| Theodor tegner farverige flag med sin moster, Lola. Men da der pludselig er brug for hjælp oppe på dækket, må Theodor ikke komme med. Det er ikke altid nemt at være den mindste matros på en vaskeægte bramsejlsskonnert.                                        |                  |                 |
| 2 | "Den hvide hval" |                 |
| Theodor vil se hvalen Moby Dick. Med hjælp fra Lola og skibskokken Pande bygger Theodor et kæmpe net med Moby Dicks livret, rejer. Men hvalfangst kræver tålmodighed, og det er ikke altid der er bid.                                                            |                  |                 |
| 3 | "Vind i sejlene" |                 |
| Theodor og Lola skal sætte skibets store sejl. Men det er svært at komme nogen steder uden vind. Lola fortæller historien om Klabautermanden, som bor på ethvert skib. Hvis man fløjter, laver Klabautermanden et mægtigt blæsevejr, og så er der vind i sejlene! |                  |                 |
| 4 | "Tømmerflåden"   |                 |
| Theodor vil også have et guldanker magen til Lolas, men det får man kun ved at krydse et hav. Inde på en ø finder Theodor og Lola reb og tømmer. Med lidt knofedt kommer den flotteste tømmerflåde med sejl i vandet, og så er det bare om at krydse dét hav.     |                  |                 |
| 5 | "Ny proviant"    |                 |
| Skibskokken Pande er løbet tør for proviant. Theodor vil ind på land, så han kan finde ny proviant ligesom den modige Jens Munk. Theodor, Lola og Pande finder muslinger, tang og strandkål. Et rent festmåltid når man har en stor appetit som en ægte sømand.   |                  |                 |
| 6 | "På rette kurs"  |                 |
| Theodor skal med Lola på nattevagt. Men da Lola et øjeblik går for at hente varm kakao, får Theodor øje på en stor flot globus og forlader roret. Nu er gode råd dyre, og Theodor skal bevise, at han er en rigtig matros og få skibet på rette kurs igen.        |                  |                 |
| 7 | "Det sorte tegn" |                 |
| Theodor og Lola skal male hele skibssiden, men det er svært at lave kedeligt matrosarbejde, når der ligger en uudforsket ø i nærheden. Theodor giver kaptajnen det sorte tegn, og så er der ellers dømt fangeleg, dåseskjul og træklatring for alle pengene.      |                  |                 |
| 8 | "Flaskeposten"   |                 |
| Theodor fanger en flaskepost i sit fiskenet. Inde i flasken ligger der et mystisk kort over en øde ø. Theodor og Lola drager ind mod øen, hvor de møder Jeppe. Jeppes flyvende gummibåd er gået i stykker, men heldigvis ved Theodor lige, hvad der skal til.     |                  |                 |